# Khanom
Khanom (em tailandês: อำเภอขนอม) é um distrito da província de Nakhon Si Thammarat, no sul da Tailândia. É um dos 23 distritos que compõem a província. Sua população, de acordo com dados de 2012, era de 29 063 habitantes, e sua área territorial é de 433,9 km².
O distrito foi criado em 11 de dezembro de 1959, emancipado do distrito de Sichon.